# 上町 (福島市)
上町（うわまち）は、福島県福島市の町名。丁目のない単独町名で住居表示実施済み。郵便番号は960-8101。

## 地理
市の本庁所管にあたる中央東地域に属する。福島駅東口の駅前繁華街の東側に位置する。東西は県道148号、市道杉妻町御山町線（県庁通り）から市道舟場町山下町線にかけての約170m、南北は福島市道中町杉妻町線から福島市道栄町上町線にかけての300m前後の範囲を町域とする。北で宮町、北東で北町、南東で舟場町、南で杉妻町、西で大町、北西で新町と隣接する。福島警察署や大原綜合病院（福島市水道局跡地）といった公共施設が多く所在する。

## 歴史
江戸時代以前の福島城下町の8町のうちの一つであり、江戸時代は東隣の大町も含めた区域を町域としていた。奥州街道札の辻から福島城へ向かう大手門筋が大門通り（現在の県庁通り）として明治時代に整備され、町域が東西に二分される際、その西側が大手門に由来する大町として分割され、残る東側を上町の町域とし現在に至る。

## 世帯数と人口
2020年（令和2年）12月31日現在の世帯数と人口は以下の通りである。
| 町丁 | 世帯数 | 人口  |
| ---- | ------ | ----- |
| 上町 | 83世帯 | 123人 |

## 小・中学校の学区
市立小・中学校に通う場合、学区は以下の通りとなる。
| 街区 | 小学校                 | 中学校                 |
| ---- | ---------------------- | ---------------------- |
| 全域 | 福島市立福島第一小学校 | 福島市立福島第一中学校 |

## 交通

### 鉄道
- 町域内に鉄道施設はない。最寄り駅はJR東北本線福島駅。

### 道路
- 国道13号平和通り（旧国道4号）
- 福島市道栄町舟場町線 テルサ通り（奥州街道（旧々国道4号））
- 福島市道29号杉妻町御山町線 県庁通り（一部が奥州街道（旧々国道4号））
- 福島市道上町1号線（福島稲荷神社表参道）

### バス

#### 大原綜合病院バス停（下り）
国道13号平和通り上り線沿いに設置されている。もともとは舟場町バス停（下り）であったが、2018年に大原綜合病院の移転開業にあわせ、大町バス停上りとともに改称された。
福島交通1番ポール
- 伊達・上ヶ戸経由掛田駅前
- 伊達経由保原
- 伊達経由北福島医療センター
- 伊達経由湯野
- 信夫山循環4号線先回り
- 宮代団地
- 日赤前・本内経由田町（伊達）
- 月の輪台団地
- 月の輪経由保原
- 月の輪経由梁川
- 月舘経由川俣
- 東部支所前経由月の輪台団地
- 桑折
- 藤田

福島交通2番ポール
- わたり病院前経由南向台団地
- バイパス経由南向台
- 医大
- 南向台循環渡利先回り
- 南向台循環黒岩先回り
- 渡利学習センター経由渡利北回り
- 花見山入口経由渡利南回り
- 蓬萊団地
- 飯野町

JRバス東北ポール
- 福浪線

#### 上町バス停
町域北部の県庁通り沿いに設置されており、会津乗合自動車高速バスの福島上町バス停が併設されている。
1番ポール
- 宮下町・大波経由掛田駅前
- 宮下町・文知摺観音経由掛田駅前
- 福島市役所前

21番ポール
- 市内循環ももりん1コース（大町先回り）

2番ポール
- 由添団地経由庭坂
- 福島駅東口

22番ポール
- 市内循環ももりん2コース（美術館先回り）

会津乗合自動車福島上町バス停
- 高速バス 会津若松 - 福島 - 相馬 - 仙台空港線

## 施設

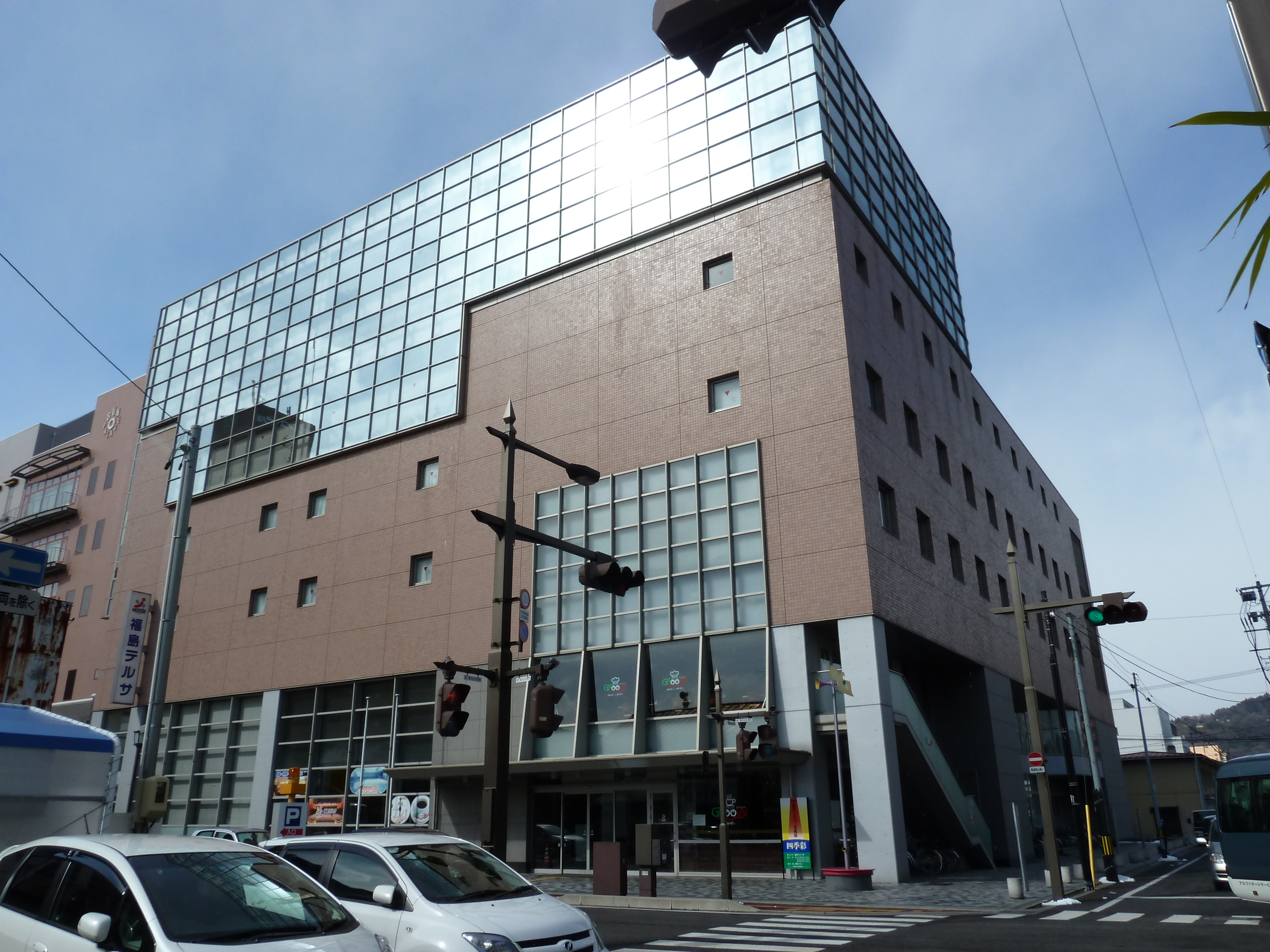
福島テルサ

- 福島県福島警察署
- 大原綜合病院（旧福島市水道局）
- 福島テルサ
- 上町テラス
  - 福島市夜間急病診療所